# I pistoleri maledetti
I pistoleri maledetti (Arizona Raiders) è un film del 1965 diretto da William Witney.
È un film western statunitense con Audie Murphy, Michael Dante e Ben Cooper. I pistoleri maledetti è il remake de Il sergente Carver (The Texas Rangers) del 1951.

## Trama
Siamo in Texas poco dopo la fine della guerra civile. Il colonnello Quantrill con la sua banda di bushwhackers responsabile, tra le altre cose, del massacro di Lawrence, si rifiuta di smobilitare e unisce le tattiche di guerriglia all'occupazione di villaggi indifesi, alla rapina e al terrorismo politico a sostegno della "causa perduta del Sud". I resti della banda del colonnello, ferito in una sparatoria, sono dispersi nei pressi di uno di questi villaggi dal capitano Andrews, incaricato dall'Esercito degli Stati  Uniti di dare la caccia a Quantrill.
Due dei membri, Billy Martin e Clint Stewart, vengono arrestati e sottoposti a processo. Poco prima della lettura della sentenza il capitano Andrews, testimone chiave dell'accusa, riceve una lettera da Danny, fratello di Stewart, nella quale si spiega che i due si erano uniti alla banda Quantrill solo a guerra finita e non erano presenti al massacro di Lawrence. Inoltre Stewart si è unito alla banda per un comprensibile desiderio di vendetta nei confronti dei soldati nordisti che gli hanno bruciato la casa e assassinato la moglie. Per questo il giudice rivede la sentenza commutandola in 20 anni ai lavori forzati.
Nel frattempo Montana Smith, un carismatico sottoposto di Quantrill che ha sempre cercato di prendere il controllo della banda ed era per questo venuto a litigio con il colonnello e con lo stesso Stewart, viene raggiunto dal suo vecchio compagno Brady, il quale lo informa che il colonnello confederato è morto in seguito alla ferita subita. I due rinnegati decidono quindi di radunare i sopravvissuti della banda scampati all'arresto e alla condanna e di darsi esclusivamente al crimine tra il Texas e l'Arizona, prediligendo quest'ultimo territorio, meno presidiato e privo di ranger capaci di braccare i criminali.
Per rispondere alla minaccia della rinata banda Quantrill il capitano Andrews viene convocato dal governatore dell'Arizona per pianificare la risposta delle autorità alla banda. La caccia è aperta: vengono coinvolti nel nuovo corpo dei rangers dell'Arizona dal capitano anche Martin e Stewart, gli unici in grado di pensare e agire come i loro vecchi compagni. A loro si unisce il fratello di Stewart, Danny, un ranger a sua volta noto con il nome di Bonner (confessa di aver cambiato nome per non essere associato al fratello membro della banda Quantrill e poter entrare nel corpo dei ranger).
La banda Quantrill intanto, sotto la guida di Montana Smith e di Brady, occupa un villaggio di indiani Yaqui a sud della cittadina di Pinar, dove la banda è stata segnalata l'ultima volta. Il piano del capitano Andrews è di infiltrare la banda con i due vecchi membri, dei quali le autorità hanno inscenato la fuga. Poco prima di ordinare la partenza per Pinar il capitano fa giurare Martin e Stewart come ranger dell'Arizona. A questo punto i due partono per il pueblo Yaqui per riunirsi ai loro vecchi compagni.
La banda nel frattempo sta seguendo una colonna di militari che trasporta oro di proprietà della zecca di Washington, con l'obiettivo di studiarne le mosse e assalirla al momento opportuno per sottrarre l'oro "nordista" . Nel pueblo intanto Montana Smith ha assassinato il frate che stava evangelizzando gli Yaqui, ha preso in ostaggio la popolazione, rinchiudendola nella chiesa, e ha messo gli occhi su una delle giovani abitanti, Martina, che vuole vicina come cuoca per la banda e che tenta di far ubriacare di Peyote per poterne abusare sessualmente. Proprio durante un tentativo di stupro al quale Martina sta cercando di resistere sopraggiungono Martin e Stewart, i quali con l'aiuto della giovane riescono a eliminare Montana Smith, poco prima del rientro di Brady e del grosso della banda. Brady è in fin dei conti soddisfatto che Stewart, da sempre ai ferri corti con Montana, gli abbia tolto dai piedi un potenziale avversario. Brady invita quindi i due a unirsi alla banda alla vigilia della grande rapina, ma Stewart sceglie di voltare le spalle sia a Brady che al capitano Andrews e di dirigersi in Messico, riuscendo a convincere Martin a seguirlo. Proprio mentre si stanno dirigendo verso il confine vengono raggiunti da Danny Bonner, che ha ricevuto l'incarico di sorvegliarli e, comprese le intenzioni del fratello, cerca di convincerlo a restare in nome del giuramento prestato ai ranger. In quel momento Matt e Duke, due membri della banda incaricati di seguire i due ranger sotto copertura, assistono allo scambio e sparano a Danny, uccidendolo. In punto di morte Danny riesce a convincere il fratello a restare. Spirato il giovane ranger, Martin e Stewart eliminano Duke; Matt viene sequestrato e torturato da un gruppo di Yaqui che agisce contro la banda Quantrill da quando hanno occupato il villaggio, e che ha ripreso, come spiega Martina, a utilizzare pratiche violente e "barbare" come la tortura. I due ranger infiltrati ripartono alla volta del pueblo per concludere la missione. Qui trovano la banda intenta ad assistere il morente Matt. Sottoposto a una terribile forma di tortura Yaqui (la "tortura delle spine") Matt non può raccontare a Brady del doppio gioco di Martin e Stewart, e spira. Brady comunque comincia a sospettare dei due ex compagni. Durante la notte i due ranger decidono di tentare di avvertire il capitano Andrews: Martin parte col favore delle tenebre, ma è seguito da quattro membri della banda. Brady sospetta infatti che i due redivivi ex compagni vogliano tradirlo. È lo stesso Stewart a sparigliare, ingannando Brady: ammette di essersi arruolato nei ranger per poter uscire di galera e disconosce la fuga di Martin, che è stato preso e pestato a sangue, quindi finito con un colpo di pistola alla schiena da Brady stesso.
Stewart riesce quindi ancora una volta a convincere la banda della sua volontà di partecipare alla rapina e di non voler avere niente a che fare con i ranger. A questo punto partono tutti alla volta della colonna dell'esercito, lasciando sguarnito il villaggio. Martina e gli altri abitanti tenuti in ostaggio riescono a liberarsi con l'aiuto degli Yaqui venuti da fuori: nella notte Stewart e la ragazza hanno deciso di aiutare le autorità a sventare, in cambio dell'integrazione degli Yaqui, l'assalto alla colonna. Assalto che Brady ha scelto di condurre al momento dell'arrivo della colonna a Pinar, quando i soldati saranno meno attenti e sparsi per il paese. La sparatoria nelle vie del centro cittadino è furibonda e lascia sul terreno diversi soldati. Stewart, nel parapiglia seguito alla sparatoria, fugge e torna a Pinar, dove si ricongiunge al capitano Andrews e ai soldati superstiti. Insieme partono tutti all'inseguimento della banda, diretta verso il Messico con l'oro. Lungo il percorso la banda è assalita alle spalle dall'Esercito e di fronte dagli Yaqui che hanno sbarrato la strada, e ha la peggio. Brady riesce però a fuggire, ed è inseguito da Stewart, con il quale ha uno scontro fisico fino all'arrivo di un gruppo di Yaqui. Gli indiani prendono Brady e spariscono, con la chiara intenzione di torturarlo a morte come punizione per aver taglieggiato il villaggio.
A missione conclusa Stewart torna nel pueblo, dove rende omaggio alla tomba di Martin e si congeda da Martina, la quale, oltre a chiedere di intercedere per far arrivare un nuovo frate, annuncia il desiderio di farsi suora e di assistere il proprio villaggio nell'abbracciare il cristianesimo e la cultura occidentale le cui migliori virtù sono rappresentate dai ranger.
In definitiva la storia è una perfetta metafora del nuovo corso inaugurato con la sconfitta della Confederazione e l'estensione dell'autorità di Washington a tutto il territorio nazionale. Il pueblo Yaqui e gli ex confederati Martin e Stewart rappresentano due parti importanti della nuova nazione: gli uni, agricoltori pii e devoti grazie al contributo della Chiesa, attraverso l'integrazione religiosa e culturale (imparano lo spagnolo e l'inglese dal frate), gli altri lungo un cammino di espiazione e redenzione tra una giusta pena e l'inserimento nei ranghi dei ranger, sono conquistati alla causa della legge e dell'ordine e contribuiscono insieme all'Esercito a superare le divisioni della guerra civile e le perversioni della criminalità, elementi fortemente intrecciati e incarnati nella banda Quantrill, che puntando all'oro attentano all'esistenza stessa degli Stati Uniti, salvaguardata dalle forze armate e dal corpo dei ranger.

## Produzione
Il film, diretto da William Witney su una sceneggiatura di Alex Gottlieb, Mary Willingham e Willard W. Willingham con il soggetto di Frank Gruber e Richard Schayer, fu prodotto da Grant Whytock per la Columbia Pictures Corporation tramite la Robert E. Kent Productions e girato a Cortaro, negli Apacheland Studios nel Gold Canyon e a Old Tucson, Tucson, in Arizona.

## Distribuzione
Il film fu distribuito con il titolo Arizona Raiders negli Stati Uniti dal 1º agosto 1965 al cinema dalla Columbia Pictures.

## Promozione
La tagline è: "Audie Murphy as a new kind of action-man... Raider-turned-Ranger!".